# AEL Limassol
AEL Limassol (Grego: Αθλητική Ένωσις Λεμεσού - ΑΕΛ) é um clube de futebol do Chipre baseado na cidade de Limassol. Azul e amarelo são as cores do clube que atua no Tsirion Stadium.
O AEL não mantém somente o time de futebol (algo muito comum no país), mas propõe oportunidades a outros esportes. Atualmente além dos times de futebol (masculino e feminino), possui também time de basquete, voleibol feminino, ciclismo e boliche de clubes que participam nos respectivos campeonatos nacionais e competições europeias. No passado, também possuía uma equipe de handebol. Sponsor do clube é a Meridian Sport.

## Títulos
- Campeonato Cipriota - 1941, 1953, 1955, 1956, 1968, 2012[3]
- Copa do Chipre - 1939, 1940, 1948, 1985, 1987, 1989, 2018/19[4]
- Super Copa LTV - 1953, 1968, 1985, 2015
- Copa Severi K.A. - 1953, 1955, 1956
- Campeonato Cipriota (2.ª divisão) - 1997

## História
O primeiro presidente do clube foi Stavros Pitas. O clube conquistou o campeonato nacional em 1934, embora isso não tenha sido oficialmente reconhecido como um título. Mais tarde naquele ano, o AEL tornou-se um dos oito fundadores da Primeira Divisão Cipriota para a temporada 1934-35, o primeiro campeonato oficial no país.
O AEL Limassol celebrou seu primeiro título oficial em 1941, derrotando o APOEL por 4-3 em uma final de dois jogos pelo título. Os torcedores do AEL esperaram 12 anos para sentir o gosto do título novamente, até 1953, quando o clube se tornou campeão de Chipre novamente. O AEL repetiu esse sucesso mais duas vezes, conquistando o campeonato nas temporadas seguintes, 1955 e 1956.
O clube conquistou seu último troféu significativo em 1989 - antes do título de 2012 - quando venceu o rival local Aris Limassol por 3-2 após a prorrogação na final da Taça do Chipre.
Em 2011, após terminar em uma decepcionante sétima posição na temporada anterior, o AEL contratou Pambos Christodoulou, que tinha a reputação de "salvar times modestos do rebaixamento", para iniciar o processo de renovação do clube. O AEL Limassol conquistou o título da liga cipriota pela primeira vez desde 1968 em 5 de maio de 2012, rompendo uma seca de 44 anos sem o primeiro lugar na Primeira Divisão Cipriota.
Christodoulou teve uma temporada de estreia de conto de fadas no comando do AEL, pois sua equipe não perdeu e não sofreu gols nos primeiros cinco jogos. No final da segunda fase da competição, o AEL terminou no topo da tabela, três pontos à frente do segundo colocado e teve a melhor defesa de todos os times da liga. Na fase de playoffs, o AEL disputou com os quatro melhores times pelo título, conquistando-o com um jogo de reserva e sofrendo apenas nove gols. Como Christodoulou conseguiu levar o AEL ao título, os torcedores o apelidaram de "Pamburinho", combinando seu nome com o respeitado técnico José Mourinho.
O AEL recebeu o troféu de campeão durante uma noite espetacular no estádio Tsirio em 12 de maio de 2012. Em seguida, foi organizado um desfile de ônibus abertos por Limassol. Cerca de 12.000 torcedores do AEL encheram o estádio para assistir à festa e à entrega do troféu.
O clube então concentrou a atenção na final da Taça em 16 de maio contra o Omonia e na chance de se tornar bicampeão pela primeira vez na história do clube; no entanto, o clube perdeu por 1-0 na final. No ano seguinte, o AEL chegou pela primeira vez à fase de grupos de competições da UEFA, terminando em último e conquistando quatro pontos no grupo da Liga Europa da UEFA.
Em 22 de outubro de 2013, o treinador angolano Lito Vidigal foi demitido após pouco mais de três meses no cargo. O treinador búlgaro Ivaylo Petev foi nomeado treinador do AEL em 25 de outubro, após ter levado o Ludogorets Razgrad à promoção para a A Group, bem como dois títulos na A Group, vitória na Taça da Bulgária e triunfo na Supertaça da Bulgária. Petev assinou um contrato inicial até o final da temporada 2014-15.

No final da temporada 2013-14, o AEL terminou em primeiro lugar na fase inicial da competição. Entrando na partida pelo título contra o APOEL em 17 de maio de 2014, o AEL precisava apenas de um empate para conquistar seu segundo título em três anos. No entanto, o jogo foi interrompido (0-0) após 52 minutos quando os torcedores do AEL lançaram pirotecnia contra o jogador do APOEL, Kakhi. O jogo foi recomeçado sem público em um estádio neutro em 31 de maio de 2014, e o APOEL conseguiu conquistar seu segundo título consecutivo ao vencer por 1-0, graças ao gol de Silvan Sheridan. Em 6 de junho de 2014, a Comissão Disciplinar da Federação de Futebol do Chipre - atuando como comissão de apelação - anulou por unanimidade a decisão do Conselho da Federação de Futebol do Chipre de repetir o jogo de 17 de maio, concedendo a vitória ao APOEL por 0-3.